# Stigmella pretoriata
Stigmella pretoriata (лат.) — вид молей-малюток рода Stigmella (Nepticulinae) из семейства Nepticulidae.
Эндемик Южной Африки: ЮАР (Transvaal). Длина 5,4 мм. Усики серые. Грудь,и брюшко и передние крылья серо-коричневые. Передние крылья желтоватые. Задние крылья палево-серые с несколькими коричневыми чешуйками. Гусеницы предположительно, как и другие виды своего рода, питаются растениями и минируют верхнюю поверхность листьев.
В апикальной части передних крыльев развиты две жилки: R4+5 и M.